# Leo Rwabwogo
Leo Rwabwogo est un boxeur ougandais né le 3 juin 1949 à Tororo et mort le 15 janvier 2009 à Rugongo.

## Carrière
Leo Rwabwogo participe aux championnats d'Afrique de boxe amateur 1968 en catégorie poids mouches et y remporte la médaille d'or. Il s'illustre ensuite lors des Jeux olympiques de Mexico en 1968 en remportant la médaille de bronze, éliminé en demi-finales par le Polonais Artur Olech. 
L'ougandais remporte ensuite une médaille d'argent lors des Jeux du Commonwealth en 1970 avant de devenir le premier Ougandais ayant remporté plus d'une médaille olympique, en atteignant la finale lors des Jeux olympiques de Munich en 1972, défait par le Bulgare Georgi Kostadinov. Il participe aussi aux Jeux africains en 1973, sans grand succès.

## Parcours auxJeux olympiques
Jeux olympiques d'été de 1968 à Mexico (poids mouches) :
- Bat Sang Byung-Soo (Corée du Sud) aux points 5 à 0
- Bat Tibor Badari (Hongrie) aux points 3 à 2
- Perd contre Artur Olech (Pologne) aux points 2 à 3

 Jeux olympiques d'été de 1972 à Munich (poids mouches) :
- Bat Jorge Acuña (Uruguay) aux points 5 à 0
- Bat Maurice O'Sullivan (Grande-Bretagne) par arrêt de l'arbitre à la 1re reprise
- Bat Orn-Chim Chawalit (Thaïlande) aux points 4 à 1
- Bat Neil McLaughlin (Irlande) par arrêt de l'arbitre à la 3e reprise
- Bat Douglas Rodríguez (Cuba) aux points 3 à 2
- Perd contre Georgi Kostadinov (Bulgarie) aux points 0 à 5